# 相模原市立大野台中央小学校
相模原市立大野台中央小学校（さがみはらしりつ おおのだいちゅうおう しょうがっこう）は、神奈川県相模原市南区大野台2丁目にある公立小学校である。

## 教育目標
- 自ら学び、考え、判断して行動できる心豊かな子の育成
- 大きい心の子　力強くがんばる子　真剣に学ぶ子

## 沿革
- 1978年（昭和53年）
  - 4月1日 - 共和小学校・大野台小学校と分かれて開設され、開校。開校時点の児童数1246名、学級数31学級にて発足。
  - 5月10日 - この日（5月10日）を開校記念日と定めた。
- 1979年（昭和54年）
  - 2月22日 - 校歌・校章制定式挙行。
  - 3月31日 - 校章図案（村松喜代子氏の協力による）。増築6教室完成。
  - 7月14日 - 飼育小屋完成。
- 1980年（昭和55年）2月28日 - 楽焼小屋完成。
- 1981年（昭和56年）8月28日 - 中庭造園工事完成。
- 1984年（昭和59年）
  - 4月24日 - 自然観察園開園式挙行。
  - 5月8日 - 学校農園開園式挙行。
  - 7月31日 - 水棲動植物園完成挙行。
- 1985年（昭和60年）4月1日 - 障害児学級（当時）「わかどり級」開設。
- 1987年（昭和62年）
  - 3月31日 - 校庭花壇完成。
  - 5月1日 - 屋外便所完成。
  - 10月31日 - 創立10周年記念式典挙行し、祝賀会挙行。
- 1988年（昭和63年）3月23日 - 流水実験場と造形砂場が完成。
- 1989年（平成元年）8月31日 - コンピュータ教室設置。
- 1991年（平成3年）2月23日 - こども科学館オープン。
- 1992年（平成4年）9月21日 - 保健室にエアコン設置。
- 1993年（平成5年）3月28日 - 飼育舎完成。
- 1994年（平成6年）1月20日 - ランチルームとワークスペースが誕生。
- 1995年（平成7年）5月20日 - B棟階段手すりと体育館玄関・教室（1-3）・職員玄関通路のスロープ完成。
- 1997年（平成9年）
  - 10月28日 - 創立20周年記念事業実施。
  - 11月15日 - 創立20周年記念式典挙行し、祝賀会開催。
- 1998年（平成10年）7月 - この月から8月まで、排水設備改修工事実施。
- 1999年（平成11年）6月1日 - インターネット利用開始。
- 2000年（平成12年）
  - 3月31日 - 中庭整備（ビオトープ池完成）。給食室整備工事（ドライシステム）完成。
  - 4月1日 - 情緒障害児学級（当時）「わかどり2」改級。
  - 8月31日 - ロッピールームのコンピュータ機種40台更新。
  - 10月31日 - 子ども科学館・資料館を整備し、活用。
- 2001年（平成13年）
  - 3月22日 - 中庭飼育舎修繕完了。
  - 3月31日 - 防災備蓄倉庫完成。
  - 7月 - この月から8月まで、体育館床改修・管理棟エアコンの両工事及び管理棟耐震工事実施。
  - 12月15日 - 防犯ビデオ設置。
- 2002年（平成14年）
  - 1月14日 -	砂場芝生による整備完了。
  - 11月15日 - 職員用更衣室改修工事完了。
- 2003年（平成15年）
  - 1月21日 - 教室照明改善工事完了。
  - 12月1日 - 大野台中央児童クラブ開所。
  - 12月15日 - 体育館耐震工事完了。
- 2004年（平成16年）8月31日 - 普通教室に各2台ずつ扇風機設置完了。
- 2005年（平成17年）
  - 3月20日 - A棟北側トイレ改修工事完了。
  - 6月13日 -	体育器具庫入口ドア修理実施。
  - 7月24日 - 由野台中美術部により、A棟手洗場迷路ペンキ画製作。
  - 8月15日 - このひから8月24日まで、職員室LAN工事配線。
- 2006年（平成18年）6月15日 - 北門修理。
- 2007年（平成19年）
  - 2月16日 - 体育館塗装工事完了。
  - 8月9日 - 職員室パソコン設置完了。
  - 10月27日 - 創立30周年記念式典挙行し、祝賀会開催。
- 2008年（平成20年）8月31日 - パソコン室のコンピュータ機種40台更新。
- 2010年（平成22年）
  - 2月7日 - 校内LAN工事完了。
  - 2月27日 - 普通教室等に地上デジタルテレビ設置。
  - 5月3日 - 体育館床塗装改修工事完了。
- 2011年（平成23年）7月 - この月から8月まで、C棟大規模改修実施。
- 2017年（平成29年）4月20日 - 創立40周年記念航空写真撮影実施。A棟大規模改修。
- 2020年（令和2年）
  - 1月8日 - B棟大規模改修工事完了。
  - 2月28日 - この日から5月31日まで、春休みをはさんで、新型コロナウイルス感染拡大防止のため、臨時休校の措置を採る。
  - 4月1日 - エレベーター設置。
- 2021年（令和3年）
  - 1月8日 - タブレットPCによる学びの開始。
  - 8月25日 - この日から8月31日まで、新型コロナウイルス感染拡大防止のため、臨時休校の措置を採る。

## 児童数・学級数
- 本校の児童数は全学年合計で682人。学級数は全学年合計で26学級となっている（2024年（令和6年）5月1日現在）[1]。

## 通学区域
- 相模原市南区[2]
  - 大野台1丁目（全域）
  - 大野台2丁目（全域）
  - 大野台3丁目（13番～45番）
  - 大野台4丁目（1番～27番）
  - 大野台5丁目（全域）
  - 大野台6丁目（1番～3番・4番(4号・24号～47号)）

## 進学先中学校
- 相模原市中央区[3]
  - 相模原市立由野台中学校 - 南区大野台1丁目・大野台2丁目・大野台3丁目（13番〜45番）・大野台5丁目（1番・9番・12番〜28番）に在住の児童が進学
- 相模原市南区
  - 相模原市立大野台中学校 - 南区大野台4丁目（1番〜27番）・大野台5丁目（2番〜8番・10番・11番）・大野台6丁目（1番～3番・4番(4号・24号～47号)）に在住の児童が進学

## 周辺
- 相模原市大野台第一児童館
- 凸版印刷相模原工場
  - 凸版印刷相模原工場以外の工場も周辺には点在する。
- シルバータウン相模原特別養護老人ホーム
  - シルバータウン大野台ケアセンター
- 相模原市大野台公民館
- 社会福祉法人大野台保育園幼保連携型認定こども園おおのだい - 進学前こども園のひとつ。
- 特別養護老人ホームこもれび
- 相模原ゴルフクラブ
- このほか、周辺には中小規模の公園も点在する。

## 交通アクセス
- 神奈川中央交通「古01」系統で、「大野台中央小入口」停留所から、
  - 古淵駅行のりばから、徒歩約290m・約5分。
  - 北里大学病院・北里大学行のりばから、徒歩約225m・約4分。
- JR東日本横浜線古淵駅から、上述の神奈中バス「古01」系統に乗車し、「大野台中央小入口」停留所下車後、徒歩。